# Двамена, Рафаэль
Рафаэль Двамена (англ. Raphael Dwamena; 12 сентября 1995, Нкаукау, Восточная область — 11 ноября 2023, Кавая, Тирана) — ганский футболист, нападающий.

## Биография

### Клубная карьера
Начинал карьеру в клубе «Ред Булл Гана». В 2014 году перешёл в молодёжную команду австрийского «Ред Булл Зальцбург». На профессиональном уровне дебютировал в составе «Лиферинга» (фарм-клуб «Ред Булла») 18 июля 2014 года в матче второй австрийской лиги против клуба «Хартберг», в котором вышел на замену на 83-й минуте вместо Николы Доведана.
Летом 2016 года перешёл в другой клуб лиги «Аустрия Лустенау», за которую провёл 20 матчей и забил 18 голов.
27 января 2017 года подписал контракт с «Цюрихом».
7 августа 2018 года подписал контракт с «Леванте» сроком на 4 года.
В июле 2019 года был отдан в аренду в «Реал Сарагоса» сроком на один год.
В августе 2020 года перешёл в датский «Вайле», где играл несколько месяцев, пока не покинул команду из-за проблем со здоровьем. Затем играл за австрийский «Блау-Вайсс», «Олд Бойз» и албанскую «Эгнатию», в которую перешёл в 2023 году.

### Карьера в сборной
За сборную Ганы дебютировал 11 июня 2017 года в матче отборочного турнира Кубка африканских наций 2019 против сборной Эфиопии (5:0), в котором отметился дублем.

### Смерть
11 ноября 2023 года в матче Суперлиги между «Эгнатией» и «Партизани» на 23-й минуте он потерял сознание. У него произошла остановка сердца, он был доставлен в больницу, где и скончался в возрасте 28 лет, встреча так и не была доиграна.

## Достижения

### «Цюрих»
- Победитель Челлендж-лиги: 2016/17
- Обладатель Кубка Швейцарии: 2017/18